# Jakob Lagercrantz
Jakob Reinhold Lagercrantz, född 7 mars 1821 på Barkarby i Lovö socken, död 29 januari 1898 i Stockholm, var en svensk sjömilitär. Han var son till Carl Lagercrantz och bror till Gustaf Lagercrantz.
Lagercrantz blev 1842 sekundlöjtnant vid flottan 1842 och var 1847–1849 anställd i fransk örlogstjänst. År 1858 blev han kaptenlöjtnant, 1864 kapten och var chef för styrmansdepartementet i Karlskrona 1864–1866. Då sjöförsvaret 1866 delades i flottan och skärgårdsartilleriet blev Lagercrantz generalmajor och chef för det nyinrättade skärgårdsartilleriet. När skärgårdsartilleriet 1873 återförenades med flottan blev Lagercrantz samma år konteramiral där. År 1874 blev han militärchef vid flottans station i Stockholm och 1878 generalmönsterherre för skeppsgossekåren och i Karlskrona förlagda matroskompanier. Lagercrantz befordrades 1881 till viceamiral. Åren 1884–1889 var han stationsbefälhavare i Stockholm, och lämnade därefter aktiv tjänst. Lagercrantz var ledamot av Högsta domstolen 1869–1889, ordförande i kommittén för minväsendets ordnande 1870–1872 och ordförande i kommittén rörande ändringar i reglemente för flottan 1877–1884. Lagercrantz invaldes i örlogsmannasällskapet 1857 och var 1875–1895 ordförande i Kungliga Svenska Segel Sällskapet. Han är begravd på Galärvarvskyrkogården i Stockholm.